# Matrice modale
 (août 2020).
En algèbre linéaire, la matrice modale  est utilisée dans le processus de diagonalisation impliquant des valeurs propres et des vecteurs propres.  
Plus précisément la matrice modale {\displaystyle M} pour la matrice {\displaystyle A} est la matrice n × n formée avec les vecteurs propres de {\displaystyle A} sous forme de colonnes. Elle est utilisée en diagonalisation
{\displaystyle D=M^{-1}AM,}
où {\displaystyle D} est une matrice diagonale n × n avec les valeurs propres de {\displaystyle A} sur la diagonale principale de {\displaystyle D} et des zéros ailleurs. La matrice {\displaystyle D} s'appelle la matrice spectrale pour {\displaystyle A}. Les valeurs propres doivent apparaître de gauche à droite, de haut en bas dans le même ordre que leurs vecteurs propres correspondants sont disposés de gauche à droite dans {\displaystyle M}.  

## Exemple
La matrice 
{\displaystyle A={\begin{pmatrix}3&2&0\\2&0&0\\1&0&2\end{pmatrix}}}
a des valeurs propres et des vecteurs propres correspondants: 
{\displaystyle \lambda _{1}=-1,\quad \,\mathbf {b} _{1}=\left(-3,6,1\right),}
{\displaystyle \lambda _{2}=2,\qquad \mathbf {b} _{2}=\left(0,0,1\right),}
{\displaystyle \lambda _{3}=4,\qquad \mathbf {b} _{3}=\left(2,1,1\right).}
Une matrice diagonale {\displaystyle D}, similaire, à {\displaystyle A} est : 
{\displaystyle D={\begin{pmatrix}-1&0&0\\0&2&0\\0&0&4\end{pmatrix}}.}
Un choix possible pour une matrice inversible {\displaystyle M} tel que {\displaystyle D=M^{-1}AM,} est : 
{\displaystyle M={\begin{pmatrix}-3&0&2\\6&0&1\\1&1&1\end{pmatrix}}.}
On peut remarquer que la matrice modale {\displaystyle M} et la matrice diagonale {\displaystyle D} ne sont pas uniques. En effet, si on permute une colonne de {\displaystyle M}, on obtient une nouvelle matrice {\displaystyle D}. De plus, la non unicité des vecteurs propres implique que la matrice {\displaystyle M} n'est pas unique. 

## Matrice modale généralisée
Soit {\displaystyle A} une matrice n × n. Une matrice modale généralisée {\displaystyle M} de {\displaystyle A} est une matrice n × n dont les colonnes, considérées comme des vecteurs, forment une base canonique pour {\displaystyle A} et apparaissent dans {\displaystyle M} selon les règles suivantes : 
- Toutes les chaînes Jordan constituées d'un vecteur (c'est-à-dire de longueur d'un vecteur) apparaissent dans les premières colonnes de {\displaystyle M}.
- Tous les vecteurs d'une chaîne apparaissent ensemble dans les colonnes adjacentes de {\displaystyle M} .
- Chaque chaîne apparaît dans {\displaystyle M} par ordre de rang croissant (c'est-à-dire que le vecteur propre généralisé de rang 1 apparaît avant le vecteur propre généralisé de rang 2 de la même chaîne, qui apparaît avant le vecteur propre généralisé de rang 3 de la même chaîne, etc.).

On peut montrer que (1): {\displaystyle AM=MJ}où {\displaystyle J} est la réduction de Jordan de A.
En multipliant à gauche par {\displaystyle M^{-1}}, on obtient (2): {\displaystyle J=M^{-1}AM}
On notera que lors du calcul de ces matrices, l'équation (1) est la plus facile des deux équations à vérifier, car elle ne nécessite pas d'inverser une matrice.  

### Exemple
Cet exemple illustre une matrice modale généralisée avec quatre chaînes de Jordan. Malheureusement, il est un peu difficile de construire un exemple intéressant d'ordre inférieur.[non neutre] La matrice 
{\displaystyle A={\begin{pmatrix}-1&0&-1&1&1&3&0\\0&1&0&0&0&0&0\\2&1&2&-1&-1&-6&0\\-2&0&-1&2&1&3&0\\0&0&0&0&1&0&0\\0&0&0&0&0&1&0\\-1&-1&0&1&2&4&1\end{pmatrix}}}
a une seule valeur propre {\displaystyle \lambda _{1}=1} avec multiplicité algébrique {\displaystyle \mu _{1}=7} . Une base canonique pour {\displaystyle A} se composera d'un vecteur propre généralisé linéairement indépendant de rang 3 (rang de vecteur propre généralisé), deux de rang 2 et quatre de rang 1 ; ou de manière équivalente, une chaîne de trois vecteurs {\displaystyle \left\{\mathbf {x} _{3},\mathbf {x} _{2},\mathbf {x} _{1}\right\}}, une chaîne de deux vecteurs {\displaystyle \left\{\mathbf {y} _{2},\mathbf {y} _{1}\right\}}, et deux chaînes d'un vecteur {\displaystyle \left\{\mathbf {z} _{1}\right\}}, {\displaystyle \left\{\mathbf {w} _{1}\right\}} . 
Une réduction de Jordan "presque diagonale" {\displaystyle J}, similaire à {\displaystyle A}, s'obtient comme suit : 
{\displaystyle M={\begin{pmatrix}\mathbf {z} _{1}&\mathbf {w} _{1}&\mathbf {x} _{1}&\mathbf {x} _{2}&\mathbf {x} _{3}&\mathbf {y} _{1}&\mathbf {y} _{2}\end{pmatrix}}={\begin{pmatrix}0&1&-1&0&0&-2&1\\0&3&0&0&1&0&0\\-1&1&1&1&0&2&0\\-2&0&-1&0&0&-2&0\\1&0&0&0&0&0&0\\0&1&0&0&0&0&0\\0&0&0&-1&0&-1&0\end{pmatrix}},}
{\displaystyle J={\begin{pmatrix}1&0&0&0&0&0&0\\0&1&0&0&0&0&0\\0&0&1&1&0&0&0\\0&0&0&1&1&0&0\\0&0&0&0&1&0&0\\0&0&0&0&0&1&1\\0&0&0&0&0&0&1\end{pmatrix}},}
où {\displaystyle M} est une matrice modale généralisée pour {\displaystyle A}, les colonnes de {\displaystyle M} sont une base canonique pour {\displaystyle A}, et {\displaystyle AM=MJ}. Il faut remarquer que puisque les vecteurs propres généralisés eux-mêmes ne sont pas uniques, et que certaines des colonnes des deux {\displaystyle M} et {\displaystyle J} peuvent être interchangés, il s'ensuit que les deux {\displaystyle M} et {\displaystyle J} ne sont pas uniques.